# Niphargus pasquinii
Niphargus pasquinii is een vlokreeftensoort uit de familie van de Niphargidae. De wetenschappelijke naam van de soort is voor het eerst geldig gepubliceerd in 1966 door Vigna-Taglianti.